# Gartenfriedhof (Hannover)

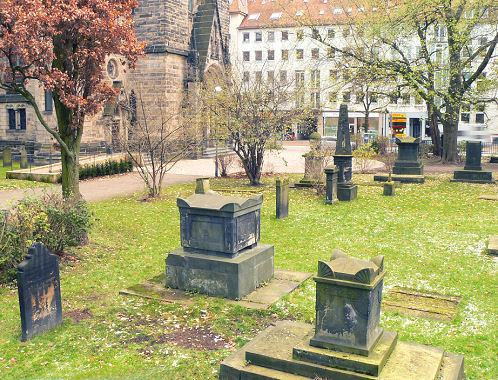
Gartenfriedhof mit Gartenkirche links, dahinter die Marienstraße

Der Gartenfriedhof in Hannover wurde 1741 angelegt und liegt an der 1749 erbauten Gartenkirche St. Marien. Friedhof und Kirche sind nach der hier ansässigen Gartengemeinde außerhalb des Stadtmauerrings vor dem Aegidientor benannt worden. Der Friedhof, der noch heute eine Vielzahl klassizistischer Grabdenkmäler vor allem aus der ersten Hälfte des 19. Jahrhunderts beherbergt, wurde 1864 bei Anlage des neuen Stadtfriedhofs Engesohde geschlossen. Er ist heute ein mitten in der Innenstadt Hannovers gelegener Park. Die Gräber von Charlotte Kestner, Urbild von Goethes „Lotte“ aus dem „Werther“, der Astronomin Caroline Herschel und des Malers Johann Heinrich Ramberg sind hier zu finden. Der Gartenfriedhof liegt an der Marienstraße zwischen Warmbüchenstraße und Arnswaldtstraße.

## Geschichte

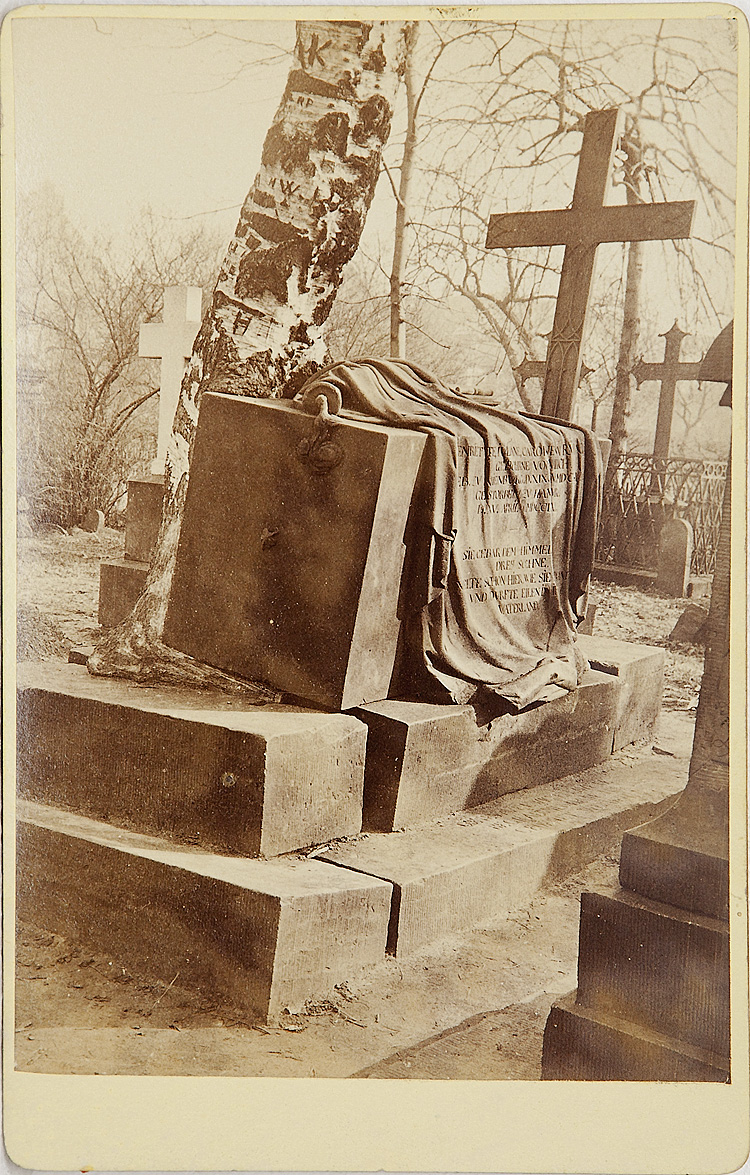
Foto des geöffneten Grabes der Henriette Juliane Caroline von Rüling (1756–1782) (Grab Nummer 32); um 1880

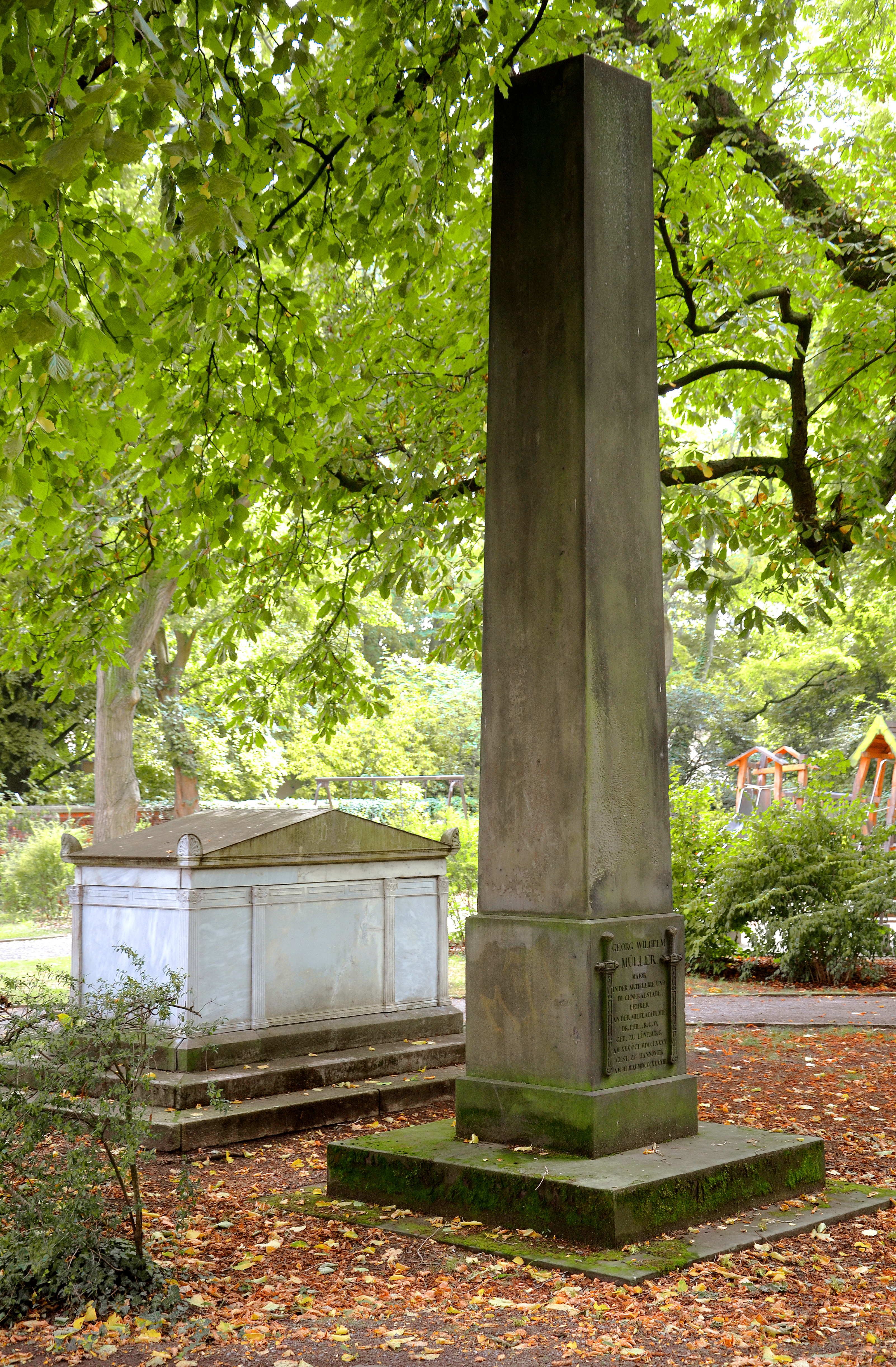
„Riesenobelisk“ für den Geodäten Georg Wilhelm Müller, einen Schüler von Carl Friedrich Gauß

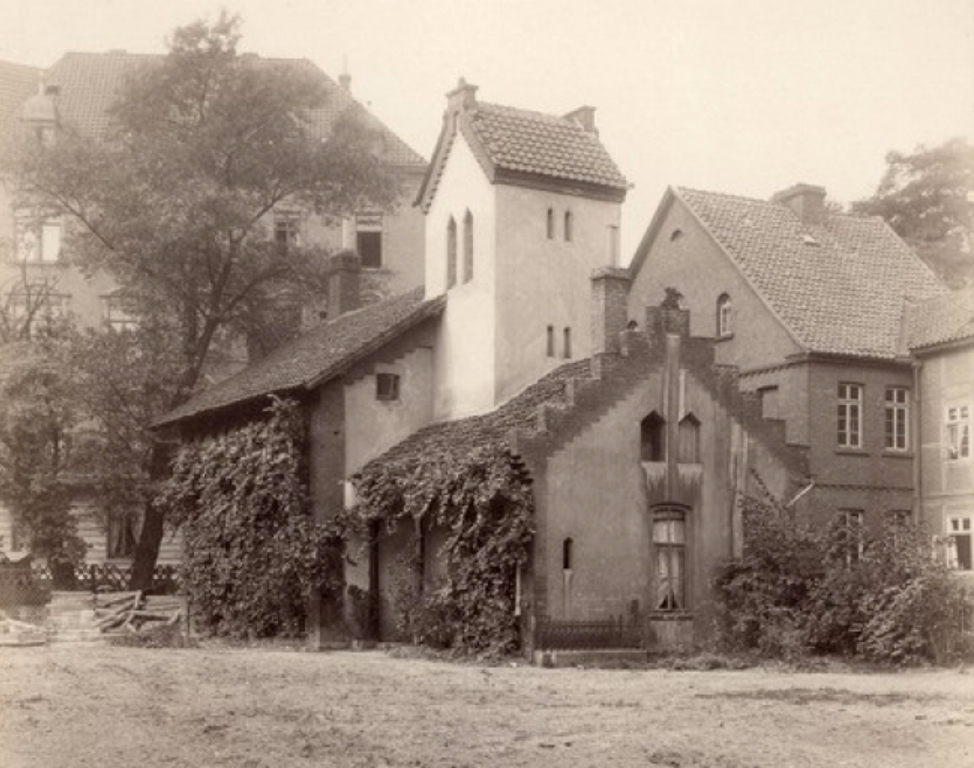
Das 1849 erbaute Friedhofsgärtner-Wohnhaus auf dem Gartenkirchhof, im Hintergrund der Heckengang;
Fotografie um 1885, Historisches Museum Hannover

Die Namen „Gartenfriedhof“ und „Gartenkirche“ weisen auf die Entstehung der Gemeinde und ihres Friedhofs aus der Gartengemeinde des 18. Jahrhunderts hin. Der heutige Stadtteil Südstadt lag damals vor der Stadtmauer und vor dem Aegidientor und wurde von den sogenannten „Gartenleuten“ überwiegend für Acker- und Gemüsebau genutzt. Diese Gemüsebauern, wegen ihrer einfachen Behausungen, den Katen, auch „Gartenkosaken“ (Kosaken = Verballhornung von „Kothsassen“) genannt, versorgten mit ihren Produkten die Stadt Hannover. Für diese Bevölkerung der Gartenvorstadt legte die Stadt Hannover 1741 den „Neuen Kirchhof vor dem Aegidientor“ an. 1746–1749 wurde von Johann Paul Heumann auch die (später so genannte) Gartenkirche erbaut, eine einfache Saalkirche mit einem Dachreiter, die 1887–1891 einem Neubau des Architekten Rudolph Eberhard Hillebrand weichen musste. Zu Beginn des 19. Jahrhunderts wurde der Friedhof jedoch nicht nur von den Gartenleuten genutzt, sondern auch von der bürgerlichen Bevölkerung der Mitte des 18. Jahrhunderts erbauten, nahe gelegenen Aegidienneustadt, den Familien der Beamten, Militärs, Ministern, Professoren und Hofräten, wovon noch heute die Aufschriften der Grabsteine zeugen. Diese Grabmale repräsentieren mit ihrem künstlerischen Aufwand an klassizistischen Stilelementen gerade diese bürgerliche Schicht der „hübschen Familien“, wie es auf „Hannöversch“ hieß. Die Grabsymbole dieser Zeit wie Urne, Tränenkrüglein, die sich in den Schwanz beißende Schlange (=Unendlichkeit), Schmetterling (=Metamorphose) und erloschene Fackel sind in vielerlei Variationen auf dem Gartenfriedhof zu entdecken. Ganz zu schweigen von „Gesamt-Grabkunstwerken“ wie der von Georg Ludwig Friedrich Laves entworfene Grabstein mit Akanthusblättern und Palmetten für Charlotte Kestner oder dem von vier Sphingen getragenen Steinsarkophag des Grafen von Kielmannsegge.
Schon im 19. Jahrhundert entwickelte sich das geöffnete Grab, über das zahlreiche Schauergeschichten erzählt wurden, zu einer frühen Touristen-Attraktion und im weiteren Sinne zu einem der Wahrzeichen der Stadt Hannover.
Seit den 1950er Jahren war der Friedhof starkem Verfall ausgesetzt, vor allem was die Grabsteine aus Sandstein und die eisernen Umfassungsgitter betrifft. Luftverschmutzung, aber auch Vandalismus und der (bis heute andauernde) Missbrauch des Friedhofs als Hundetoilette trugen das ihre dazu bei.
Da der alte Friedhofszaun während des Zweiten Weltkriegs eingeschmolzen worden war, wurde seit 1984 das ehemalige Gitter der Kanalbrücke im hannoverschen Stadtteil Vinnhorst hierher versetzt und als Zaun montiert. Gemeinsame Bemühungen verschiedener kultureller Vereine führten schließlich zur Sicherung und Wiederherrichtung der Anlage. So bietet jetzt auch eine bronzene Orientierungstafel im Eingangsbereich, Mitte der 1990er Jahre vom Rotary Club Hannover-Leineschloß gestiftet, die Möglichkeit eines Rundgangs über den Friedhof entlang der wichtigsten noch erhaltenen Grabdenkmäler. Die Nummern auf dieser Tafel sind identisch mit denen im Heftchen des Grünflächenamts (s. u.: Literatur).

## Renaissance Gartenfriedhof

### Der Verein

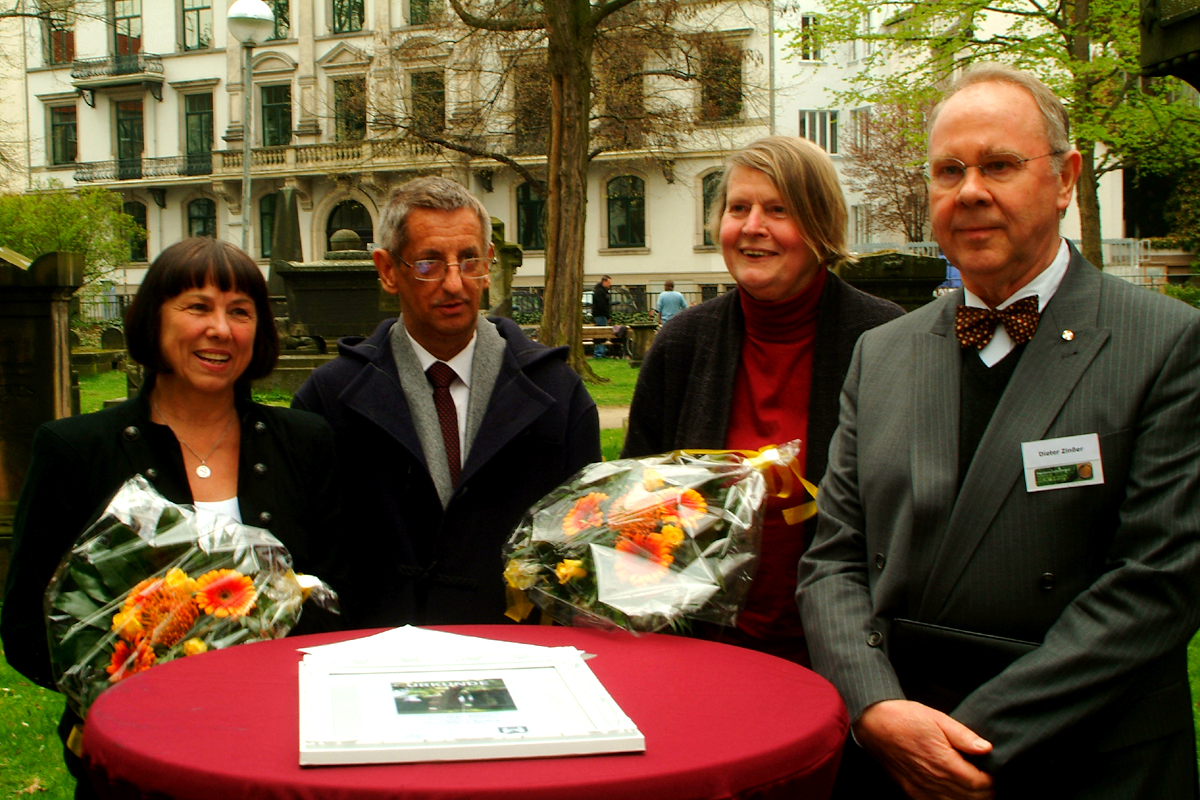
Feier zur Patenschaft; von links: Ingeborg Rupprecht, Rambergs Nachfahre Jürgen Behrens, die Historikerin Alheidis von Rohr, Landessuperintendent a. D. Dieter Zinßer.

Anfang 2011 wurde unter dem Dach des Heimatbundes Niedersachsen die Gruppe „Renaissance Gartenfriedhof“ gegründet, aus dem sich im September 2011 der gemeinnützige Verein „Renaissance Gartenfriedhof e. V.“ bildete. Ziele sind
- Aufwertung der historischen Anlage,[5]
- Erhaltung und Restaurierung der Grabdenkmäler,[5]
- Vermittlung von Patenschaften für einzelne Grabstätten,[5]
- Kulturelle Nutzung des Gartenfriedhofs durch Erinnerungsarbeit zu dort Bestatteten, Lesungen, Konzerte oder szenische Darstellungen,[5]
- Ausstellungen und Referate zum Kleinod Gartenfriedhof und Ausbau als touristische Besonderheit.[5]

### Bisherige Patenschaften
- Die Patenschaft für die Grabstätte des königlichen Hofmalers Johann Heinrich Ramberg übernahm sein Ur-Ur-Ur-Enkel Jürgen Behrens. Die Feierlichkeiten zur Übergabe der Patenschaftsurkunde fanden am 14. April 2012 auf dem Gartenfriedhof statt. Redner waren unter anderem die Historikerin Alheidis von Rohr, der Vorsitzende des Vereins Renaissance Gartenfriedhof e. V. Landessuperintendent a. D. Dieter Zinßer sowie Bürgermeister Bernd Strauch. Musikalisch begleitet wurde die Feier mit Liedern aus der Zeit Rambergs durch Jan-Henrik Behnken (Tenor).[6]

- Weitere Patenschaften gab es mit Feierlichkeiten zur Übergabe der Patenschaftsurkunden am 10. Dezember 2011 auf dem Gartenfriedhof. Redner waren unter anderem der Vorsitzende des Vereins Renaissance Gartenfriedhof e. V. Landessuperintendent a. D. Dieter Zinßer sowie Bürgermeister Hans Mönninghoff.[7] Es handelte sich um folgende Grabstätten:
  - Grabstätte Heinrich Andreas Jakob Lutz („Menschenfressergrab“) – Susanne Debus
  - Grabstätte Hansing – Daniel Gardemin
  - Grabstätte Johann Christoph Salfeld – Kloster Loccum
  - Heinrich Tramm – Henriettenstiftung

- Die Patenschaft für die Grabstätte Charlotte Henriette Caroline Kestner, geb. Buff, übernahm die Stiftung „Ahlers pro Arte“. Die Feierlichkeiten zur Übergabe der Patenschaftsurkunde fanden am 24. September 2011 auf dem Gartenfriedhof statt. Redner waren unter anderem die 4-fache Urenkelin von Charlotte Kestner, Christel Thomczyk, für die Stiftung Jan Ahlers, der Vorsitzende des Vereins Renaissance Gartenfriedhof e. V. Landessuperintendent a. D. Dieter Zinßer, Ingeborg Rupprecht sowie Oberbürgermeister Stephan Weil. Begleitet wurde die Feier durch einen Blechbläser-Posaunenchor sowie durch Moritz Nikolaus Koch vom Theater für Niedersachsen mit Kurzlesungen aus Goethes Dichtung und Wahrheit.[8]

## Grabdenkmäler (Auswahl)

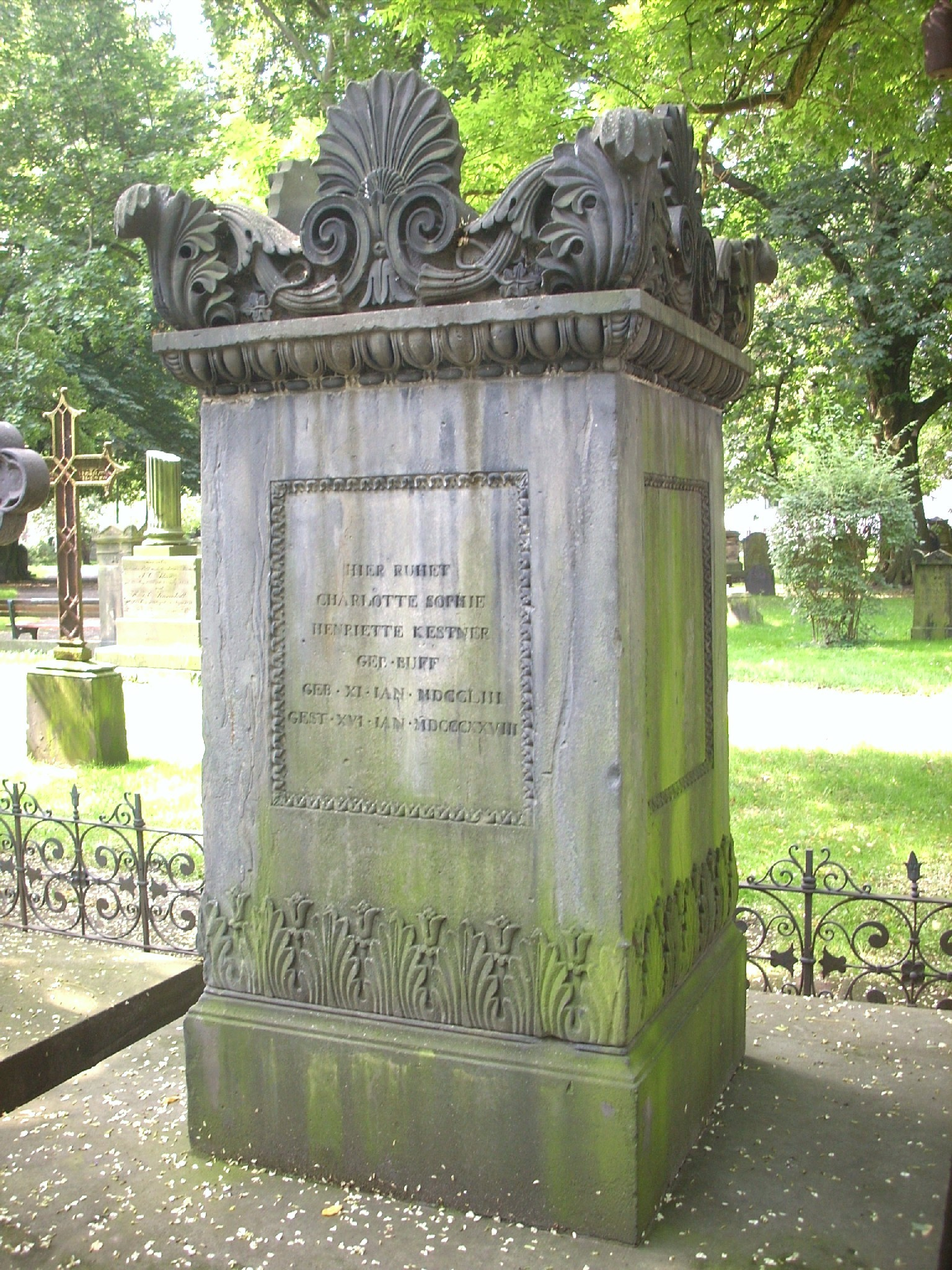
Grabmal Charlotte Kestner (Nr. 29)

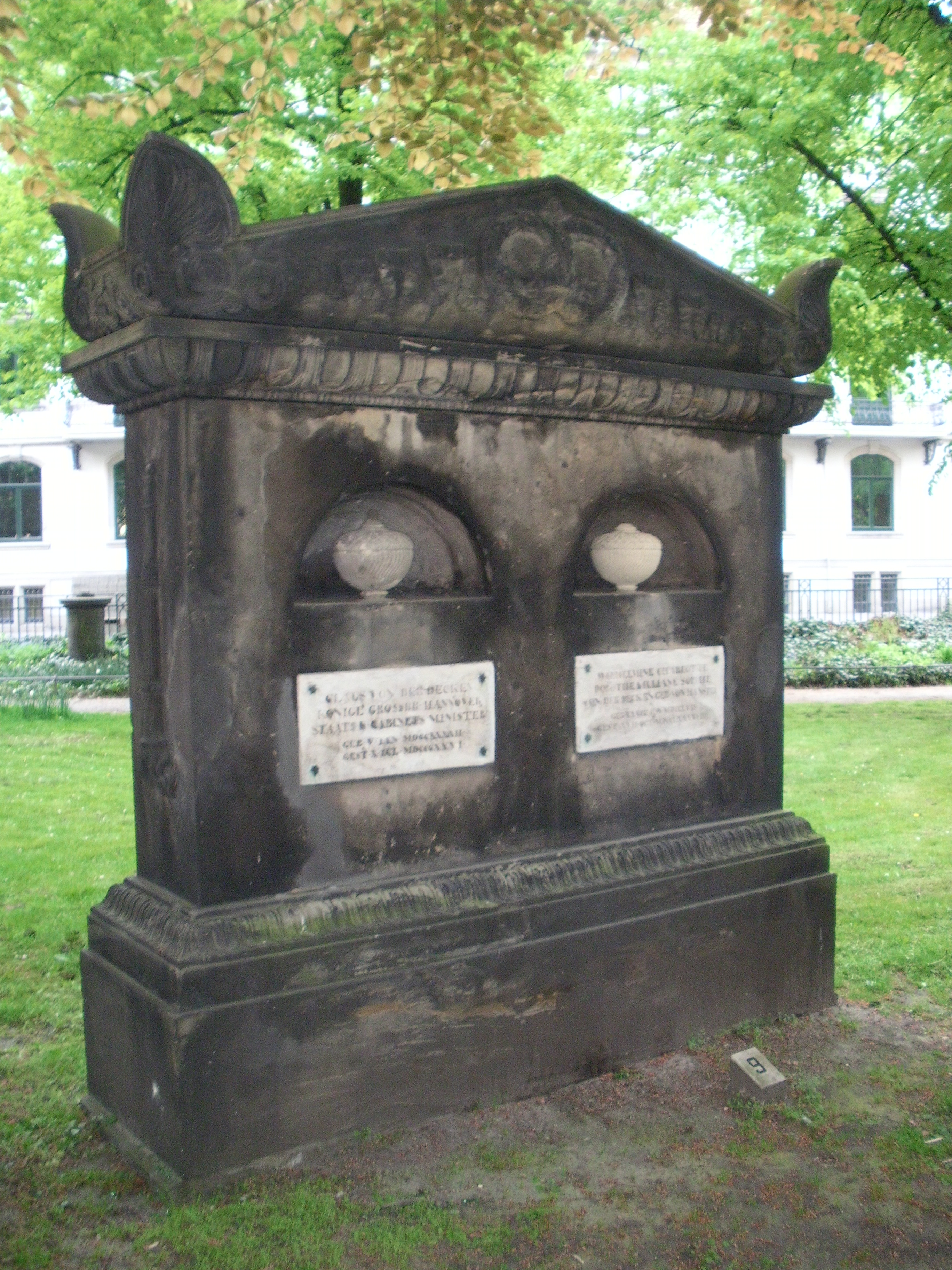
Grabmal des Ministers von der Decken (Nr. 9)

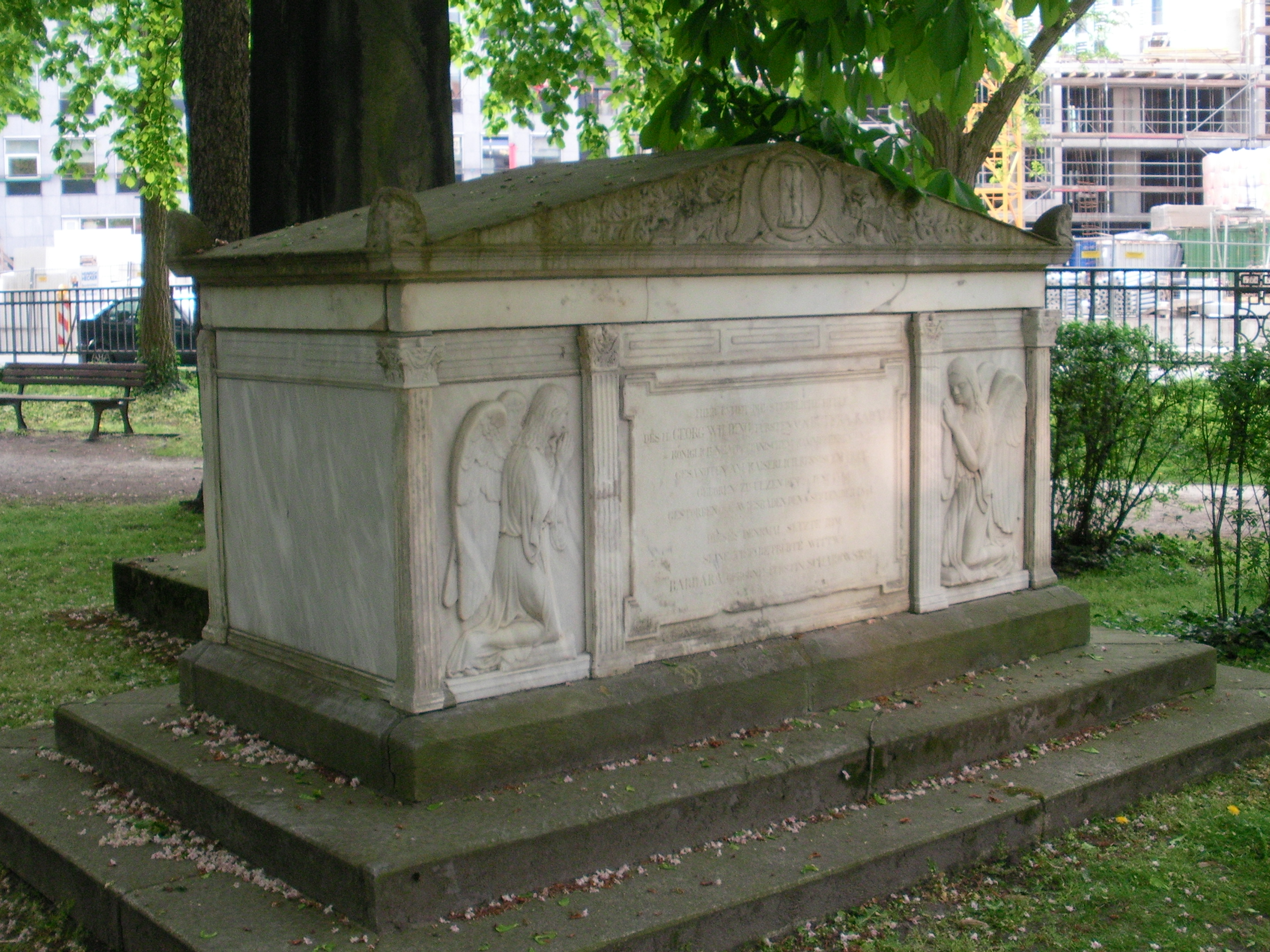
Grabmal von Georg Wilding, Fürst von Butera Radali (Nr. 28)

### Nach der Orientierungstafel
Die Ziffern entsprechen der Orientierungstafel an Ort und Stelle.
1. Ernst August Rumann (1745–1827), Geheimrat, Justizminister
2. Rudolph Wilhelm Rumann (1784–1857), Stadtdirektor
3. Christian Philipp Iffland (1750–1835), Bürgermeister
4. Johann Philipp Conrad Falcke (1724–1805), Kanzleidirektor, und Ernst Friedrich Hector Falcke (1751–1809), Justizrat und Bürgermeister
5. August Ulrich von Hardenberg (1709–1778), hannoverischer Diplomat, Geheimrat und Kriegsrat
6. Georg Friedrich Grotefend (1775–1853), Schuldirektor, Entzifferer der Keilschrift
7. Ludewig Johann Georg Mejer (1737–1802), Hofrat
8. Ludwig Friedrich von Beulwitz (1726–1796) und Magdalene Sophie Friederique von Beulwitz, geb. von Kipe (1740–1801)
9. Claus von der Decken (1742–1826), Minister, und Sophie von der Decken, geb. von Hanstein (1757–1798)
10. Johann Benjamin Koppe (1750–1791), Hofprediger[10]
11. „Menschenfresser-Grab“ des Heinrich Richard Andreas Jakob Lutz (1728–1794), Hofzimmermeister[11]
12. Johann Christoph Salfeld (1750–1829), Prediger
13. Heinrich Philipp Sextro (1746–1838), Professor und Abt
14. Carl Klop (1804–1840), Pastor an der Gartenkirche
15. Carl Rudolph August von Kielmannsegge (1731–1810), Minister und Kammerpräsident[12]
16. Ida Arenhold (1798–1863), erste Vorsteherin des Friederikenstifts
17. Johann Daniel Ramberg (1732–1820), Hofrat
18. Johann Heinrich Ramberg (1763–1840), Maler
19. Christian Heinrich Tramm (1819–1861), Architekt
20. Heinrich Bernhard Röhrs (1776–1835), Kaufmann und Senator (Finanzen). Der an der Grabstätte stehende Baum ist ein Naturdenkmal mit der Bezeichnung  Ahorn auf dem Gartenfriedhof.
21. Caroline Herschel (1750–1848), Astronomin
22. Johann Anton Lammersdorff (1758–1822), Arzt und Vorsitzender der Naturhistorischen Gesellschaft Hannover[13]
23. Friedrich Wilhelm Christian von Dachenhausen (1791–1855), Gründer des Gewerbevereins
24. Christian Ludwig Albrecht Patje (1748–1817), Beamter und Publizist[14]
25. Ludwig Albrecht Friedrich Wilhelm Gottfried von Werlhof (1818–1836)
26. Ernst August von Werlhof (1778–1857), Geheimrat
27. Friedrich Krancke (1782–1852), Mathematiklehrer
28. Georg Wilding Fürst von Butera Radali (1790–1841)
29. Charlotte Kestner (1753–1828)
30. Georg Ludwig Comperl (1797–1859), Landesbaumeister
31. Christian Ludwig August von Arnswaldt (1733–1815), Minister
32. Henriette Juliane Caroline von Rüling (1756–1782), ihr geöffnetes Grab wurde zum Wahrzeichen der Stadt[15]
33. Georg Charlotte von Hinüber (1764–1828), Generalpostdirektor, Kabinetts- und Geheimrat, Major, Diplomat, Kanzlei-Auditor und Kunsthistoriker
34. Ludwig Eberhard Reichsfreiherr von Gemmingen-Hornberg (1719–1782), Minister
35. Georg Wilhelm Ebell (1696–1770), Abt zu Loccum, Gründer der Landschaftlichen Brandkasse (Grabplatte an der inneren Südwand der Gartenkirche)
36. Ernst Anton Heiliger (1729–1803), Hofrat, Altstadt-Bürgermeister

### Weitere Gräber

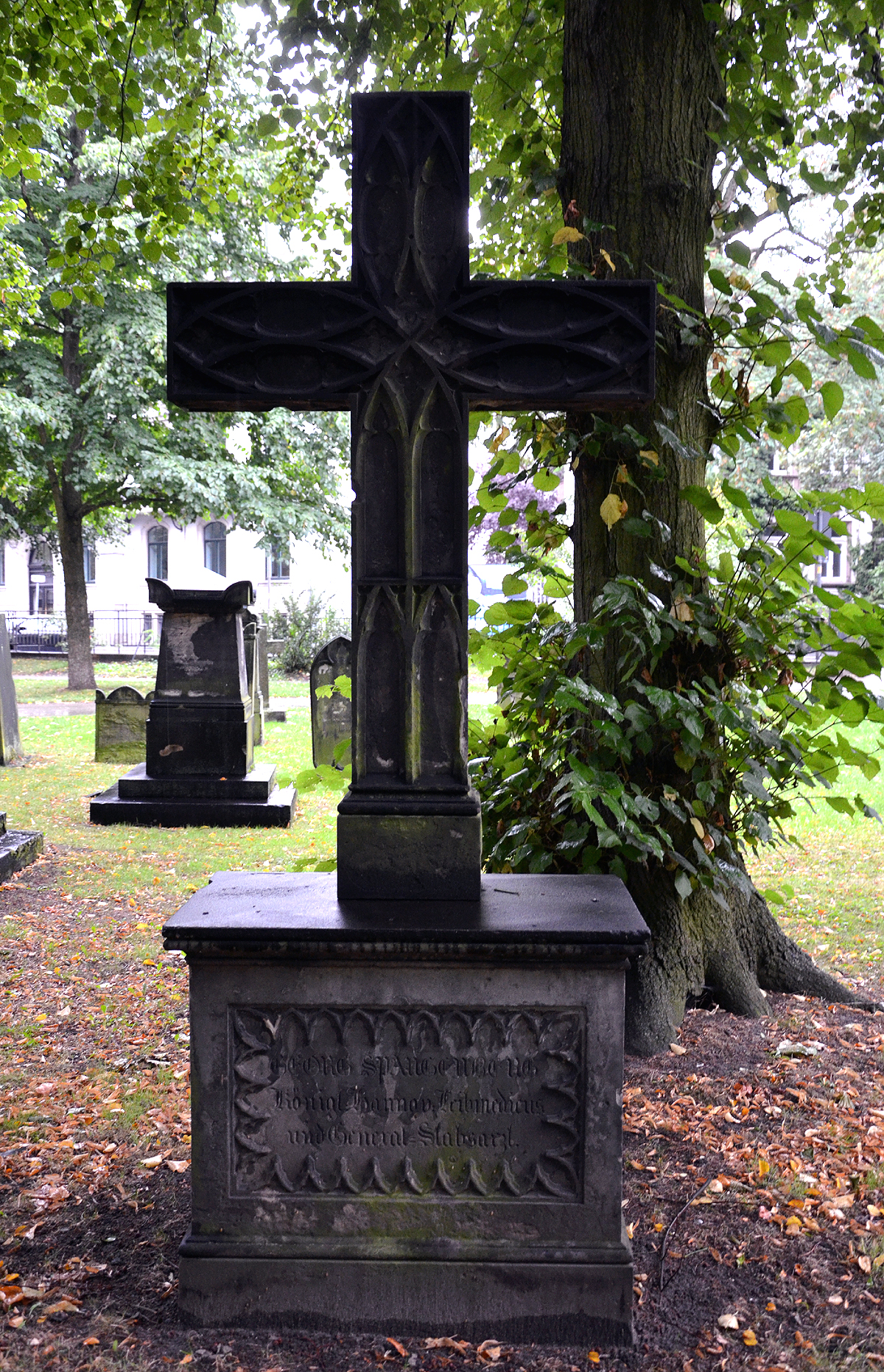
Grabmal für (Johann) Georg Spangenberg

- Georg Wilhelm Ahrbeck (1771–1849), Königlich Hannoverscher Offizier und Kriegsbauverwalter[16]
- Eberhard Berenberg (1776–1844)[16]
- Wilhelm Eberhard Capelle (1785–1822), Kaufmann und Hof-Materialist[16]
- Georg Ludwig Hansen (1738–1818), Königlich-Hannoverscher Hofmedikus, sowie dessen Ehefrau Margarethe Christine, geborene von der Vecken[17]
- Johann Ludwig Hogrefe (1737–1814), deutscher Offizier, Lehrer, Ingenieur und Kartograf[18]
- Carl Wilhelm Hoppenstedt (1769–1826), königlich Hannoverscher Geheimer Kabinetsrat[19]
- Familiengrab des Kaufmannes, Diakons, Bürgervorstehers und Senator Justus Friedrich Mithoff
- Karl Friedrich Alexander von Arnswaldt (auch: Alexander von Arnswaldt; 1768–1845), Jurist, Staatsminister des Königreichs Hannover und Kurator der Georg-August-Universität in Göttingen[20]
- Gemeinsames Grabmal von
  - Georg Friedrich Mühry (1774–1848), bedeutender Arzt der ersten Hälfte des 19. Jahrhunderts, Obermedizinalrat, Hofmedicus, Stadtphysikus und wissenschaftlicher Autor (Geburtsdatum auf dem Grabmal ist falsch!)[21]
  - Carl Mühry (1806–1840), Hofmedicus, Badearzt und Autor[22]
- Franz Ernst Siemens (1781–1854, Amtmann) und G. Wilhelmine Siemens, geborene Müller (1784–1862)[23]
- Georg Wilhelm Müller (Geodät)[24]
- Eleonore von Münster, geb. von Grothaus (1734–1794), Mutter des Staatskanzlers Ernst von Münster[25]
- Johann Georg Spangenberg (1788–1849), Königlich-Hannoverscher Leibmedikus[26]
- Ernst Ludwig Taentzel (auch: Täntzel, Tänzel, Taenzel) (1791–1845), Steinhauer und Hofmaurermeister[27]
- Vize-Kanzleidirektor Gustav Wilhelm Christian Hartmann (1738–1798) und dessen Gattin Dorothee Friederike Hartmann geb. Hüge (1752–1814)[28]
- Johann Georg Taentzel (auch: Tänzel, Taenzel, Täntzel) (1755–1815), Hof- und Rats-Maurermeister-Architekt und Steinhauer.[27]
- Ludwig Christian Wilhelm Zwicker

### Verschollene und andere Gräber (Auswahl)
Zu den verschollenen Gräbern zählen diejenigen von
- August Ludolf Friedrich Schaumann (1778–1840), Offizier in The King’s German Legion und Autobiograf[29]

Transloziert wurde das Grabmal von Adolph von Malortie (1815–1847), Königlich Hannoverscher Justizrat und Kanoniker. Das von seinem Bruder Hermann von Malortie gegründete Erbbegräbnis wurde später auf den Stadtfriedhof Engesohde überführt.
Der 1856 verstorbene Georg Julius von Hartmann wurde zunächst auf dem Gartenfriedhof bestattet. 1885 wurden seine sterblichen Überreste auf den Stadtfriedhof Engesohde umgebettet, wo sein Grab zu den Ehrengräbern der Landeshauptstadt Hannovers zählt. Es findet sich in der Abteilung 35, Nummer 36a–b.
Der Erste Stadtdirektor Hannovers, der Geheime Kabinettsrat Georg Ernst Friedrich Hoppenstedt (1779–1858) wurde auf dem Gartenfriedhof bestattet. Später erhielt er eine Gedenkinschrift auf einem größeren Familiengrab auf dem Stadtfriedhof Engesohde.